# Classe Argonaute (sommergibile)
La classe Argonaute (dal nome del sommergibile capoclasse) è stata una classe di quattro sommergibili – sottoclasse del type 630 – prodotti dall'industria navale francese per la Marine nationale tra il 1928 e il 1935.

## Descrizione
I sommergibili della classe Circé erano qualificati all'epoca di sottomarini di seconda classe detta di 630 tonnellate (in francese: «Sous-marin de 2ème classe dit de 630 tonnes»).
Il Type 600 e il Type 630, comprendeva diverse sottoclassi di sommergibili francesi, costruiti nel periodo tra le due guerre mondiali:
Type 600
- 4 classe Sirène (Q123, Q124, Q132, Q133)
- 4 classe Ariane (Q121, Q122, Q130, Q131)
- 4 classe Circé (Q125, Q126, Q134, Q135)

Type 630
- 5 classe Argonaute (NN6, NN6, Q162, Q176, Q177)
- 2 classe Orion (Q165, Q166)
- 9 classe Diane (NN4, NN5, Q159, Q160, Q161, Q163, Q164, Q174, Q175)

Type 630 Standard Amirauté
- 6 classe Minerve - T2
- 7 (+8) classe Aurore - Y3
- (13) classe Phénix - Y4 (classe non costruita)

Le due serie – Type 600 e Type 630 – erano equivalenti alla Classe 600 italiana, alla Classe S britannica e al Tipo VII tedesco.

## Sommergibili
| Nome            | Cantiere                           | Ordine | Inizio costruzione | Impostazione     | Varo           | Ingresso in servizio | Destino finale   | Note                                                                      |
| --------------- | ---------------------------------- | ------ | ------------------ | ---------------- | -------------- | -------------------- | ---------------- | ------------------------------------------------------------------------- |
| Argonaute (NN6) | Schneider et Cie, Chalon-sur-Saône | 1926   | 14 aprile 1927     | 19 dicembre 1927 | 23 maggio 1929 | 1 giugno 1932        | 8 novembre 1942  | affondato a Orano durante l'Operazione Torch l'8 novembre 1942            |
| Aréthuse (NN7)  | Schneider et Cie, Chalon-sur-Saône | 1926   | 14 aprile 1927     | 6 gennaio 1928   | 8 agosto 1929  | 13 luglio 1933       | 23 marzo 1946    | integra le FNFL nel dicembre 1942; ritirato e disarmato nel marzo 1946    |
| Atalante (Q162) | Schneider et Cie, Chalon-sur-Saône | 1927   | 19 gennaio 1928    | 17 agosto 1928   | 5 agosto 1930  | 19 settembre 1934    | 25 marzo 1946    | integra le FNFL nel dicembre 1942; ritirato e disarmato nel marzo 1946    |
| Vestale (Q176)  | Schneider et Cie, Chalon-sur-Saône | 1928   | 17 gennaio 1930    | 30 gennaio 1931  | 22 maggio 1932 | 18 settembre 1934    | 18 agosto 1946   | integra le FNFL nel dicembre 1942; ritirato e disarmato nell'agosto 1946  |
| Sultane (Q177)  | Schneider et Cie, Chalon-sur-Saône | 1928   | 17 gennaio 1930    | 3 febbraio 1931  | 2 agosto 1932  | 20 maggio 1935       | 27 dicembre 1946 | integra le FNFL nel dicembre 1942; ritirato e disarmato nel dicembre 1946 |